# Обратная игра Дьячкова

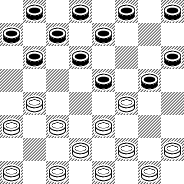
диаграмма 1. Позиция после 3…fe5.

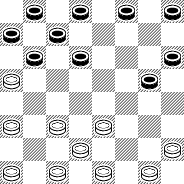
диаграмма 2. Табия дебюта после хода 4.ba5

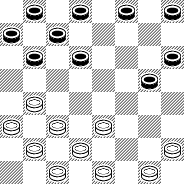
диаграмма 3. Табия дебюта после хода 4.ab2

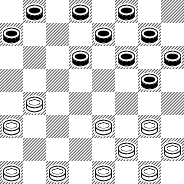
диаграмма 4. Табия дебюта Игра Дьячкова

Обратная игра Дьячкова — дебют в русских шашках. Игра Дьячкова за черных. Табия дебюта возникает после ходов 1.cb4 fg5 2. gf4 gf6 3. bc3 fe5. (см. диаграмму 1.) 4. ab2 или ba5. e: g3 5. f:f6 e:g5 (см. диаграммы 2 и 3). Возникает зеркально обратная позиция табии «Игры (Защиты) Дьячкова»
Двойной размен ташкенского шашиста И. Гавриленко. Ввиду ослабления правого фланга белых инициатива у черных, так как они занимают центр и заставляют противника вести защиту. 6. ef2 bc5! (Связывая подвижность шашек левого фланга белых. 6.... de5, 6... hg7, 6.... gh4) 7.ba5 ( 7.ed4?! c:e3 8.f:d4 ) 7... hg7 8. cb4 ( 8.cd4 ) 8... gh4 9.bc3 hg5! ( 8... gf6 ) 10.cd4.
При выборе боя e:g3. 5.h:f4 возникают позиции из дебюта «обратный косяк»